# Mongoloraphidia (Hissaroraphidia) tadshikistanica
Mongoloraphidia (Hissaroraphidia) tadshikistanica is een kameelhalsvliegensoort uit de familie van de Raphidiidae. De soort komt voor in Tadzjikistan en Oezbekistan.
Mongoloraphidia (Hissaroraphidia) tadshikistanica werd voor het eerst wetenschappelijk beschreven door H. Aspöck et al. in 1968.